# Inhaler
Inhaler ist eine irische Alternative-Rock-Band aus Dublin.

## Bandgeschichte
Die Band wurde bereits 2012 von Elijah Hewson, dem Sohn von Bono (U2), Robert Keating und Ryan McMahon im St Andrew’s College in Dublin gegründet. 2015 nahm die bisher unbenannte Band den Namen Inhaler (deutsch: „Inhalator“) an. Im gleichen Jahr trat Josh Jenkinson als Lead-Gitarrist der Band bei.
Ihre Debütsingle I Want You erschien 2017. 2019 folgten drei weitere Singles. In der Folge wurden sie in BBCs jährlicher Musikumfrage Sound of 2020 auf Platz 5 gewählt.
Zwischen 2019 und 2020 veröffentlichte die Band eine selbstbetitelte EP, die nur auf ihren Livekonzerten erhältlich war und die ihre ersten vier Singles umfasste. Daneben wurden die Singles für den Record Store Day 2020 als Vinyl-Singles aufgelegt.
Am 16. Juli 2021 erschien schließlich ihr Debütalbum It Won’t Always Be Like This über Polydor, das in Irland und in den Britischen Musikcharts Platz 1 erreichte. In Deutschland erreichte es Platz 13.

## Diskografie

### Alben
| Jahr | Titel Musiklabel                           | Höchstplatzierung, Gesamtwochen, AuszeichnungChartplatzierungen (Jahr, Titel, Musiklabel, Platzierungen, Wochen, Auszeichnungen, Anmerkungen) | Höchstplatzierung, Gesamtwochen, AuszeichnungChartplatzierungen (Jahr, Titel, Musiklabel, Platzierungen, Wochen, Auszeichnungen, Anmerkungen) | Höchstplatzierung, Gesamtwochen, AuszeichnungChartplatzierungen (Jahr, Titel, Musiklabel, Platzierungen, Wochen, Auszeichnungen, Anmerkungen) | Höchstplatzierung, Gesamtwochen, AuszeichnungChartplatzierungen (Jahr, Titel, Musiklabel, Platzierungen, Wochen, Auszeichnungen, Anmerkungen) | Höchstplatzierung, Gesamtwochen, AuszeichnungChartplatzierungen (Jahr, Titel, Musiklabel, Platzierungen, Wochen, Auszeichnungen, Anmerkungen) | Anmerkungen                            |
| Jahr | Titel Musiklabel                           | DE | AT | CH | UK | IE | Anmerkungen                            |
| ---- | ------------------------------------------ | --- | --- | --- | --- | --- | -------------------------------------- |
| 2021 | It Won’t Always Be Like This Polydor (UMG) | DE13 (2 Wo.)DE | AT74 (1 Wo.)AT | CH34 (1 Wo.)CH | UK1 Silber · (3 Wo.)UK | IE1 (10 Wo.)IE | Erstveröffentlichung: 9. Juli 2021     |
| 2023 | Cuts & Bruises Polydor (UMG)               | DE35 (1 Wo.)DE | — | CH87 (1 Wo.)CH | UK2 (2 Wo.)UK | IE1 (7 Wo.)IE | Erstveröffentlichung: 17. Februar 2023 |
| 2025 | Open Wide Polydor (UMG)                    | DE18 (1 Wo.)DE | AT50 (1 Wo.)AT | CH64 (1 Wo.)CH | UK2 (2 Wo.)UK | IE1 (2 Wo.)IE | Erstveröffentlichung: 7. Februar 2025  |

### Singles
- 2018: I Want You
- 2019: My Honest Face
- 2019: Ice Cream Sundae
- 2020: We Have to Move On
- 2020: Falling In
- 2020: When It Breaks
- 2021: Cheer Up Baby
- 2021: Who’s Your Money On (Plastic House)
- 2021: It Won’t Always Be Like This
- 2021: Totally